# Jüdischer Friedhof (Breunigweiler)
Der Jüdische Friedhof Breunigweiler ist ein Friedhof in der Ortsgemeinde Breunigweiler im Donnersbergkreis in Rheinland-Pfalz. 
Der jüdische Friedhof liegt nördlich des Ortes am Börrstadter Weg auf einer Obstwiese „In den Waldwiesen“. 
Auf dem Friedhof, der wohl im 17. Jahrhundert angelegt und von 1806 bis 1849 belegt wurde, befinden sich vier Grabsteine. Nach anderen Angaben sind fünf Stelen des 17., 18. und frühen 19. Jahrhunderts vorhanden. In den Jahren 1978 bzw. 1988 wurden noch acht Grabsteine gezählt.